# Rév Erzsi
Rév Erzsi, beceneve: Snupszi (Budapest, 1922. október 26. – Hajdúszoboszló, 1994. július 15.?) magyar színésznő.

## Élete
A Magyar Állami Operaház balettiskolájában kezdte tanulmányait, tehetségével már itt feltűnést keltett. 1941-ben a Royal Revü Színházban szerepelt, egy év alatt ünnepelt tánccsillaggá avanzsált. 1944-ig lépett fel az intézményben, majd a prózai színjátszás felé fordult. Az 1950-es évek elején házasságot kötött Kublin Jánossal, a Fővárosi Népművelési Központ és az Állami Faluszínház gazdasági igazgatójával. 1951-től 1954-ig a Faluszínház és az Állami Déryné Színház tagja volt, ezután 1955–56-ban a József Attila Színház szerződtette. 1956 nyarán disszidált férjével Bécsbe, később Svájcba mentek tovább. Itt Rév Erzsi előbb dohányüzleti eladó volt, majd fotóüzletben dolgozott. 1963-tól a Harper's Bazaar divatmagazin munkatársa volt. Később férjével együtt visszatért Magyarországra.

## Filmszerepei
- Európa nem válaszol (1941) – virágárus
- Legény a gáton (1943) – szerelmes hölgy
- Mese a 12 találatról (1956)